# Риу-Прету-да-Эва
Риу-Прету-да-Эва (порт. Rio Preto da Eva) — муниципалитет в Бразилии, входит в штат Амазонас. Составная часть мезорегиона Центр штата Амазонас. Входит в экономико-статистический микрорегион Риу-Прету-да-Эва. Население составляет 25 719 человек на 2010 год. Занимает площадь 5813,22 км². Плотность населения — 4,42 чел./км².
Праздник города — 31 марта.

## Границы
Муниципалитет граничит:
- на севере — муниципалитет Президенти-Фигейреду
- на востоке — муниципалитет Итапиранга
- на юго-востоке — муниципалитет Итакуатиара
- на юго-западе — муниципалитет Манаус

## Демография
Согласно сведениям, собранным в ходе переписи 2010 г. Национальным институтом географии и статистики (IBGE), население муниципалитета составляет:
| Полное население                               | Полное население                               | Полное население                               | Полное население                               | 25 719 |
| ---------------------------------------------- | ---------------------------------------------- | ---------------------------------------------- | ---------------------------------------------- | ------ |
| в том числе:                                   | Городское население                            | 12 205                                         | Процент городского населения, %                | 47,46  |
|                                                | Сельское население                             | 13 514                                         | Процент сельского населения, %                 | 52,54  |
|                                                | Мужское население                              | 13 406                                         | Процент мужского населения, %                  | 52,12  |
|                                                | Женское население                              | 12 313                                         | Процент женского населения, %                  | 47,88  |
| Плотность населения, чел/км²                   | Плотность населения, чел/км²                   | Плотность населения, чел/км²                   | Плотность населения, чел/км²                   | 4,42   |
| Население муниципалитета в % к населению штата | Население муниципалитета в % к населению штата | Население муниципалитета в % к населению штата | Население муниципалитета в % к населению штата | 0,74   |

По данным оценки 2015 года, население муниципалитета составляет 30 530 жителей.

## Важнейшие населенные пункты
| № | Населённый пункт | Населённый пункт (порт.) | Категория | Население чел. (2010) | На карте                       |
| - | ---------------- | ------------------------ | --------- | --------------------- | ------------------------------ |
| 1 | Риу-Прету-да-Эва | Rio Preto da Eva         | город     | 12 205                | 2°41′52″ ю. ш. 59°41′53″ з. д. |